# Echinopsis candicans
Echinopsis candicans és una espècie de cactus endèmica del nord de l'Argentina. Plantada en jardineria, s'ha estès a gran part del món.
Té grans flors blanques fragants que s'obren de nit.
És una planta perenne carnosa, arbustiva de color verd amb espines amb 9a 11 costelles. Lesgrans arèoles blanques estan espaiades 2-3 cm i produeixen espines groc-marronoses, l'espina central fa 10 cm de llargada i les radials només 4 cm.

## Sinònims
- Cereus candicans
- Trichocereus candicans
- Trichocereus courantii
- Echinopsis courantii
- Trichocereus neolamprochlorus
- Trichocereus pseudocandicans
- Echinopsis pseudocandicans

## Taxonomia
Aquesta espècie va ser descrita primer per Joseph zu Salm-Reifferscheidt-Dyck el 1834 en la seva obra Hortus Dyckensis, on li atribuí el nom de Cereus candicans dedicat a Gillies. El 1920, Britton i Rose la posaren dins el gènere Trichocereus. In a 1987 publication, David Hunt transferí l'espècie al gènere Echinopsis, atribuint aquest desplaçament a Frédéric Weber. La circumscripció àmplia dels Echinopsis roman controvertida; el gènere s'accepta que no és Monofilètic.